# Helvét hitvallás
Helvét hitvallás néven két hitvallási irata van a református egyháznak. Az első, ma már kevésbé ismert hitvallásnál sokkal nagyobb tekintélyben tartják a reformátusok a második helvét hitvallást.

### Első helvét hitvallás
A korábbi eredetű első helvét vagy helvéciai (latin: Confessio Helvetica prior) vagy más néven második bázeli hitvallás. Létrejövetele indokául szolgált az a körülmény, hogy Bázel város református polgárai, a több oldalról fenyegető ostromok ellenében, hitük és erkölcsi elveik lényegét határozott formában kívánták kifejezni. Ennek szerzője valószínűleg Oswald Myconius volt, aki 1532 és 1534 közt az Oecolampadius által kezdeményezett alapon írásba foglalta a bázeliek hitvallását, melyet Mühlhausen is elfogadott, s innen gyakran Confessio Mühlhausana néven is szokták említeni. Ezt az első hitvallást Zwingli követői tették magukévá 1536-ban.

### Második helvét hitvallás
A második helvét hitvallás (latin: Confessio Helvetica posterior) egybekapcsolta Zwingli és Kálvin legfőbb tanítását. Heinrich Bullinger személyes hitvallásként írta 1562-ben, a zürichi tanácsnak szánva. Amikor III. Frigyes pfalzi választófejedelem Bullingertől kért hitvallást és felszólította, hogy a református egyház tanát a Szentírással megegyezően olyan hitvallási okmányban mutassa fel, amelyből az 1566 márc. 23-án egybehívott augsburgi birodalmi gyűlésen az egész világ meghallhassa a reformátusok igazait: ekkor Bullinger ezt már megszövegezett kész iratot küldötte el a fejedelemhez, aki azt elfogadta. Még ebben az évben Zürich városa is elfogadta. Nyomtatásban is megjelent: Confessio et expositio simplex orthodoxae.
Ezután a hitvallás meghonosodott Ausztriában, Lengyelországban, Csehországban és 1567-ben Magyarországon is, a debreceni alkotmányozó zsinaton.